# Sisyrinchium aquidaunicum
Sisyrinchium aquidaunicum är en irisväxtart som beskrevs av Pierfelice Ravenna. Sisyrinchium aquidaunicum ingår i släktet gräsliljor, och familjen irisväxter. Inga underarter finns listade i Catalogue of Life.